# مكتبة جرير

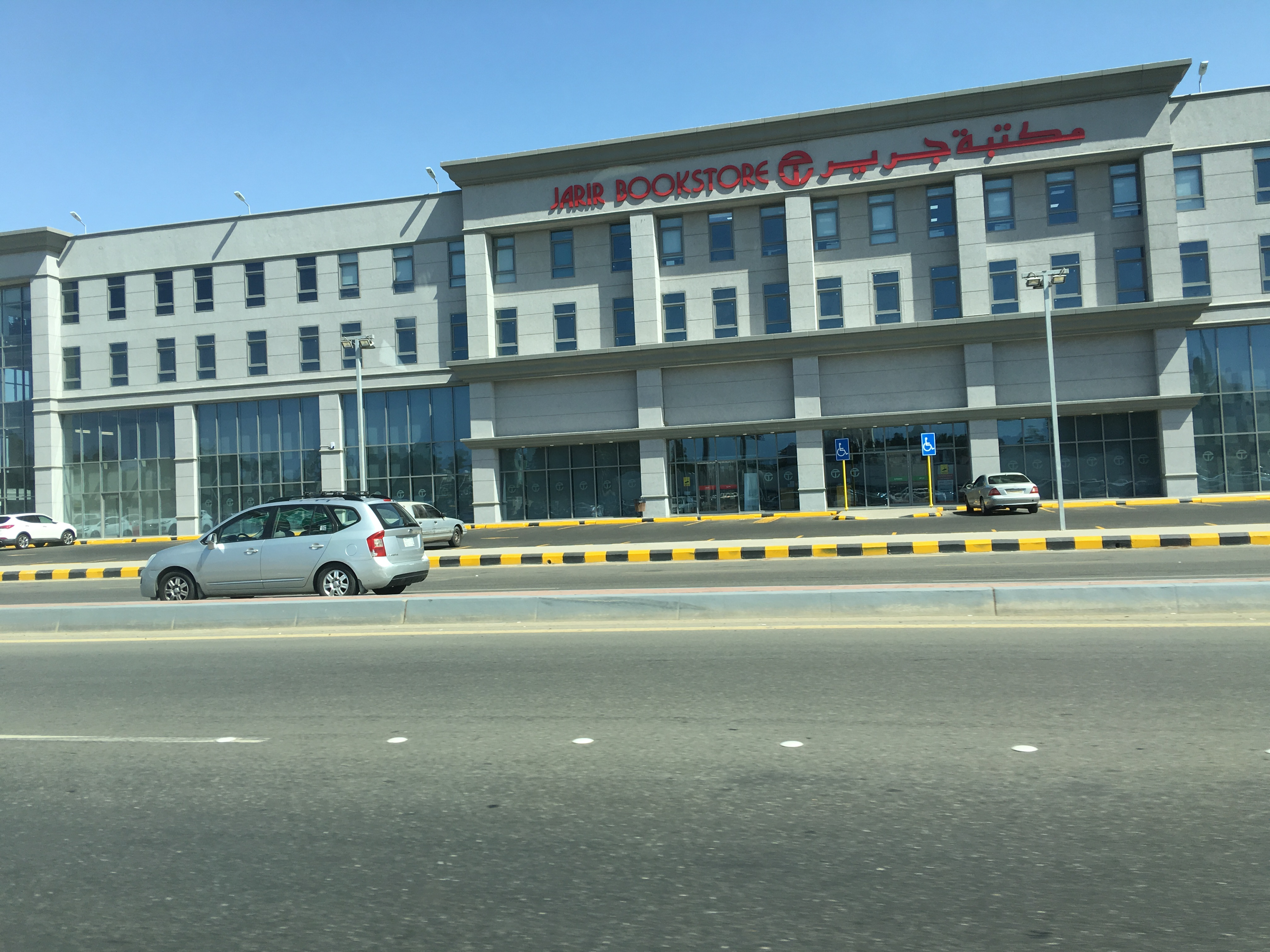

مكتبة جرير تتمثل أغراض الشركة في تجارة الجملة والتجزئة في الأدوات المكتبية والمدرسية والكتب وألعاب الأطفال غير النارية والوسائل التعليمية وأثاث المكاتب والأجهزة والأدوات الهندسية وأجهزة وبرامج الحاسب الألي، وكذلك شراء المباني السكنية والتجارية والأراضي لإقامة مباني عليها واستثمارها بالبيع والتأجير لصالح الشركة. يقع المركز الرئيس للشركة في مدينة الرياض بالسعودية. كما أنّ لها فروعًا في السعودية وقطر والكويت وأبوظبي.

## التاريخ
تأسست شركة جرير للتسويق المعروفة أيضاً باسم «مكتبة جرير» أو «جرير» في الرياض 1974 بوصفها مكتبة صغيرة. في الثمانينيات، افتتح جرير فرعه الثاني في الرياض، يليه فرع في التسعينات.
في عام 2002، أصبحت شركة جرير شركة مساهمة (السجل التجاري رقم 1010032264) وأدرجت في السوق المالية السعودية (تداول) في عام 2003. حالًيا، يبلغ رأس مال شركة جرير 1.20 مليار ريال سعودي. وتعمل في تجارة التجزئة وتجارة الجملة لمنتجاتها في المملكة العربية السعودية ودول مجلس التعاون الخليجي الأخرى.
يقع مقر جرير في المملكة العربية السعودية في مدينة الرياض، وتعمل جرير من خلال قسمين هما البيع بالتجزئة (بما في ذلك المبيعات عبر الإنترنت) تحت العلامة التجارية «مكتبة جرير» وقسم البيع بالجملة.

## أنشطة الشركة
تشمل أنشطة الشركة التداول في الأدوات المكتبية واللوازم المدرسية، لعب الأطفال والوسائل التعليمية، الكتب والمنشورات العربية والإنجليزية، مواد الفنون والحرف، ملحقات الكمبيوتر والبرامج، الهواتف المحمولة وملحقاتها، الأجهزة السمعية والبصرية، أدوات التصوير، التلفزيون الذكي وصيانة أجهزة الكمبيوتر والأدوات الإلكترونية.

## النشاط
يتمثل نشاط جرير في ما يلي: الأدوات المكتبية والمدرسية. المطبوعات والكتب والوسائل التعليمية. برامج الحاسب الآلي. تجارة أجهزة الهواتف النقالة ومستلزماتها. بيع أجهزة الحاسب الآلي وصيانتها. الأدوات والأجهزة الهندسية والمساحية والرياضية والكشفية والسمعية والبصرية وأجهزة التصوير. الورق وورق الكمبيوتر وأدوات الزخرفة ومواد الديكور والأدوات اليدوية وأجهزة الرسم. الحقائب والشنط والمصنوعات الجلدية. ألعاب الأطفال ولوازم الرحلات. شراء الأراضي السكنية والتجارية والأراضي لإقامة مباني عليها واستثمارها بالبيع والتأجير لصالح جرير. مقاولات عامة للمباني والأعمال الكهربائية والإلكترونية وصيانة المباني والمستودعات وتحميل وتنزيل البضائع والنقل والتوصيل ونظافة المباني. إقامة وتنظيم وإدارة المؤتمرات والمعارض المؤقتة والدائمة.

## الشركات التابعة
| اسم الشركة التابعة                                  | نسبة الملكية | النشاط الرئيسي                                                                                  | مكان العمليات            | مكان التأسيس             |
| --------------------------------------------------- | ------------ | ----------------------------------------------------------------------------------------------- | ------------------------ | ------------------------ |
| جرير المتحدة للمواد المكتبية والقرطاسية             | 100.00%      | تجارة التجزئة والجملة في الأدوات المكتبية والمدرسية والكتب وأجهزة الحاسب الآلي والهواتف النقالة | قطر                      | قطر                      |
| المكتبة المتحدة                                     | 100.00%      | تجارة التجزئة والجملة في الأدوات المكتبية والمدرسية والكتب وأجهزة الحاسب الآلي والهواتف النقالة | الإمارات العربية المتحدة | الإمارات العربية المتحدة |
| شركة جرير التجارية                                  | 100.00%      | تجارة التجزئة والجملة في الأدوات المكتبية والمدرسية والكتب وأجهزة الحاسب الآلي والهواتف النقالة | الإمارات العربية المتحدة | الإمارات العربية المتحدة |
| شركة سوق جرير العالمية المركزي لغير المواد الغذائية | 100.00%      | تجارة التجزئة والجملة في الأدوات المكتبية والمدرسية والكتب وأجهزة الحاسب الآلي والهواتف النقالة | الكويت                   | الكويت                   |
| شركة جرير مصر للتأجير التمويلي                      | 100.00%      | تأجير عقارات الشركة في مصر                                                                      | مصر                      | مصر                      |
| شركة جرير للتسويق                                   | 100.00%      | تجارة التجزئة والجملة في الأدوات المكتبية والمدرسية والكتب وأجهزة الحاسب الآلي والهواتف النقالة | البحرين                  | البحرين                  |

## البيانات
| تاريخ التأسيس | تاريخ الادراج | الرمز الدولي | نهاية السنة المالية | مراجعي الحسابات      |
| ------------- | ------------- | ------------ | ------------------- | -------------------- |
| 09-07-1979    | 15-12-2003    | SA000A0BLA62 | 30/12               | برايس ووترهاوس كوبرز |

## ملف الأسهم
| رأس المال المصرح به (ريال سعودي) | عدد الأسهم المصدرة | رأس المال المدفوع (ريال سعودي) | القيمة الاسمية للسهم | القيمة المدفوعة للسهم |
| -------------------------------- | ------------------ | ------------------------------ | -------------------- | --------------------- |
| 1,200,000,000                    | 120,000,000        | 1,200,000,000                  | 10                   | 10                    |

تغيرات في راس المال
| تاريخ اعلان التوصية | نوع الإصدار | تاريخ الاستحقاق | رأس المال الجديد | رأس المال السابق |
| ------------------- | ----------- | --------------- | ---------------- | ---------------- |
| 2018-08-08          | منحة اسهم   | 2018-10-28      | 1,200,000,000    | 900,000,000      |
| 2013-10-23          | منحة اسهم   | 2013-11-27      | 900,000,000      | 600,000,000      |
| 2011-10-18          | منحة اسهم   | 2011-12-25      | 600,000,000      | 400,000,000      |
| 2009-04-19          | منحة اسهم   | 2009-06-03      | 400,000,000      | 300,000,000      |
| 2005-10-09          | منحة اسهم   | 2005-12-18      | 300,000,000      | 240,000,000      |

## خطط النمو الاستراتيجي
لمكتبة جرير خطط نمو استراتيجية، وهي:
- افتتاح أكثر من 80 صالة عرض في المملكة العربية السعودية والخليج بحلول 2025.
- زيادة متوسط النمو السنوي بقدر 10% ، من خلال افتتاح متاجر جديدة، واكتساب حصة سوقية أكبر.
- الاستمرار في تميّزعروض البيع، عن طريق خلق قيمة مضافة لخدمات ما بعد البيع.
- تعزيز الهيكل التنظيمي، ليتناسب مع حجم ومستوى الأعمال في المستقبل.
- تنمية حضور جرير في الإنترنت، من خلال الاستفادة من التسويق الرقمي، عبر وسائل التواصل الاجتماعي، لزيادة تفاعل العملاء مع علامة جرير التجارية.
- تطوير مكتب إدارة المشاريع والاستراتيجيات، لتقوية القدرة التنظيمية على تحقيق أهداف العمل طويلة المدى.
- زيادة إمكانيات التجارة الإلكترونية، بوصفها عاملًا مساعدًا للنمو الشامل على مستوى المملكة العربية السعودية والعالم.
- الحفاظ على ريادة السوق من خلال التنبؤ باتجاهات التكنولوجيا المستقبلية، ومراجعة المزيج البيعي باستمرار.
- الاستمرار في تطوير وتحسين خطط وقدرات إدارة فئات المنتجات.
- زيادة قيمة العميل مدى الحياة، عن طريق تطوير أساليب، ترتكز على العميل بالدرجة الأولى، وتوفير القدرات المتعلقة بمعالجة البيانات، يتم من خلالها توفير منتجات وخدمات وتجارب أكثر ملاءمة للعميل.

## المسؤولية الاجتماعية
قدمت مكتبة جرير العديد من المبادرات والخدمات الاجتماعية، من ضمنها:
- تدشين الكتاب الثالث بين مكتبة جرير والجمعية السعودية للدراسات الاجتماعية.
- مكتبة جرير ترعى جائزة عبد الله بن إدريس الثقافية.
- وزير التعليم يكرّم مكتبة جرير، شريك مؤسسة تكافل الخيرية.
- مكتبة جرير تؤمن خمسة آلاف حقيبة مدرسية متكاملة لطلاب وطالبات تكافل، ضمن مشروع الحقيبة المدرسية الذي تنفذه مؤسسة تكافل الخيرية.
- تدشين الكتاب الثاني بين مكتبة جرير والجمعية السعودية للدراسات الاجتماعية.
- جرير الأولى في قطاع التجزئة، والثالثة لأكثر العلامات التجارية تأثيرًا في السعودية 2021.
- الموسوعة الشاملة في الإعاقة.
- مبادرة عام الخط العربي.
- برعاية وزير التعليم، تتعاون مكتبة جرير مع مؤسسة تكافل، لتطلق مبادرة "العودة إلى المدارس" لتوزيع 170 ألف حقيبة مدرسية" بالشراكة مع سابك.
- جرير تعلن عن تبرعها بمليون ريال لـ "إحسان".
- مكتبة جرير تعلن عن الفائزين في مسابقة جرير للسرد القصصي، حيث استقبلت المسابقة 600 مشاركة خلال 2020/2021.
- مسابقة جرير للسرد القصصي.
- توقيع اتفاقية تعاون بين مكتبة جرير والجمعية السعودية للدراسات الاجتماعية.
- شركة جرير تعلن عن دعمها لصندوق الوقف الصحي بـ 20 مليون ريال، بالإضافة لـ 5 ملايين لجهات أخرى.
- تعاون مشترك بين جرير ووزارتي الثقافة والصحة.
- 10 آلاف جهاز لدعم مبادرة كلنا عطاء.

## الجوائز والشهادات
حصلت مكتبة جرير على العديد من الجوائز والشهادات من ضمنها:
- حصلت جرير على جائزة الشفافية السعودية العليا - بي إم جي للاستشارات المالية 2008.
- احتلت جرير المرتبة الأولى في أقوى إدارة تنفيذية في قطاع التجزئة - فوربس 2012.
- تم تكريم جرير من بين أفضل 10 أسماء تجارية معروفة في الشرق الأوسط - فوربس 2013.
- ظهرت شركة جرير بوصفها شركة البيع بالتجزئة الأولى في السعودية، وصُنِّفت في المرتبة 67 بين أفضل 100 شركة في العالم العربي - فوربس 2016.
- حصل الرئيس التنفيذي لشركة جرير على جائزة أفضل الرؤساء التنفيذيين لعام 2016، عن قطاع البيع بالتجزئة - ترندز إنسياد 2016.
- حصلت جرير على المركز الثاني من بين أفضل مؤسسات القطاع الخاص، في استخدام وسائل التواصل الاجتماعي - جوائز سمو الشيخ سالم العلي الصباح لعام 2016.
- حصلت حملة "العودة للمدارس" 2017 الذي نظَّمته شركة جرير على جوائز ذهبية وفضية ضمن فعاليات مهرجان MENA Effies ، وذلك في "تجارة التجزئة غير الغذائية" و"التسويق للشباب" على التوالي.
- ظهرت جرير بوصفها واحدةً من أفضل 100 شركة في العالم العربي، من قبل مجلة فوربس الشرق الأوسط 2018.
- ظهرت جرير في المركز الأول في قطاع التجزئة السعودي، وفي المركز 78، من ضمن أعلى 100 شركة في العالم العربي – فوربس 2019.
- ظهرت جرير في المركز الأول في قطاع التجزئة السعودي، وفي المركز 61، من ضمن أعلى 100 شركة في العالم العربي – فوربس 2020.
- ظهرت جرير في المركز الأول في قطاع التجزئة السعودي، وفي المركز 54، من بين أفضل 100 شركة في الشرق الأوسط - فوربس 2021.